# Agraulis maculosa
Agraulis maculosa är en fjärilsart som beskrevs av Hans Ferdinand Emil Julius Stichel 1907. Agraulis maculosa ingår i släktet Agraulis och familjen praktfjärilar. Inga underarter finns listade i Catalogue of Life.